# La Pared
"La Pared" to piosenka pop stworzona przez kolumbijską wokalistkję Shakirę i Lestera Mendeza na szósty, studyjny album Shakiry, "Fijación Oral vol.1" (2005). Utwór został wyprodukowany przez artystkę oraz Ricka Rubina i wydany jako czwarty singel z krążka.

## Informacje o singlu
"La Pared" posiada także wersję akustyczną, w której jedynym instrumentem użytym przy tworzeniu podkładu muzycznego jest pianino. Właśnie ta wersja piosenki wydana została jako bonus do krążka Fijación Oral vol.1. Utwór został zaprezentowany podczas występu na 2006 Latin Grammy Awards oraz jest umieszczony na oficjalnej liście utworów granych podczas trasy koncertowej Shakiry Oral Fixation Tour. W teledysku do singla wykorzystano akustyczną wersję utworu.
Piosenka zajęła pozycję #29 na amerykańskiej liście przebojów Billboard Hot Latin Tracks.

## Teledysk
Teledysk do singla ukazuje występ Shakiry podczas koncertu w Palacio de los Deportes, w Meksyku. Klip reżyserowany był przez samą artystkę i Katalończyka, Jaume de Laiguana. Wokalistka siedzi na stołku i wykonuje akustyczną wersję utworu.

## Pozycje na listach
| Lista przebojów (2006)  | Najwyższa pozycja |
| ----------------------- | ----------------- |
| Argentyna Singles Chart | 1                 |
| Hiszpania Los 40        | 1                 |
| Chile Singles Chart     | 23                |
| Meksyk Singles Chart    | 25                |
| Peru Top 100            | 79                |